# Кантен Фийон Майе
Кантен Фийон Майе (на френски: Quentin Fillon Maillet) е френски биатлонист. Двукратен световен и олимпийски шампион от световните първенства в Холменколен и Антхолц-Антерселва, както и Пекин 2022.

## Кариера
Дебютира през 2011 г. на Световното първенство за юноши в Нове Место на Морава, като най-добрите му резултати в този турнир са 11-то място в преследването и бронзов медал в щафетата. На Световното първенство за юноши през 2013 г. става пети в спринта, четвърти в преследването и спечелва сребърния медал в щафетата с Клеман Дюмон, Матийо Легран и Дани Шавотие. През същата година на Европейското първенство за юноши печели златния медал в смесената щафета заедно с Анаис Шевалие, Флориан Парис и Матийо Легран.
При мъжете дебютира през сезон 2012/13 на първия етап от Купата на IBU в Идра, Швеция. Още в третото си състезание става четвърти в индивидуалната надпревара в норвежкия курорт Бейтостолен.
Дебютира в Световната купа през сезон 2013/2014 във френския Анси, като още във второто състезание спечелва първите си точки и става 37-и в преследването. Най-добрият резултат за сезона е 14-то място в преследването на предолимпийския етап в Антхолц-Антерселва. В края на сезона става 51-ви в общото класиране на Световната купа, като спечелва 101 точки.
През сезон 2014/2015 се класира на второ място в масовия старт на етапа в Руполдинг, като губи с фотофиниш от Симон Шемп. На Световното първенство през 2015 г. в Контиолахти печели бронзов медал в щафетния отбор със Симон и Мартен Фуркад и Жан-Гийом Беатрикс.
На Световното първенство през 2017 г. в Хохфилцен остава под 15-то място в индивидуалните състезания, но печели сребро в смесените и мъжките щафети. В смесената щафета, Фийон Майе на третия пост допуска наказателна обиколка при стрелба от прав, което лишава французите от реални шансове за победа (в резултат на това Франция губи на финалната линия от германския отбор).
На Олимпийските игри през 2018 25-годишният Фийон Майе се представя слабо: 48-и в спринта (4 пропуска) и 44-ти в преследването (7 пропуска). В резултат на това не е включен в щафетата при мъжете, въпреки че се състезава в щафетата на последните три световни първенства. В резултат французите заемат едва пето място, на повече от минута зад бронзовите медалисти от Германия. Според резултатите от Световната купа Фийон Майе се класира за масовия старт, но се представя изключително слабо там – седем пропуска и 29-о място от 30 участници.
На Световното първенство през 2019 г. в Йостершунд печели първите си индивидуални медали: бронз в спринта и преследването. В същото време, в мъжката щафета където Фийон Майе е на втори пост французите се представят неуспешно, заемайки едва шесто място (Мартен Фуркад получава два наказателни кръга в последната стрелба).
На Световното първенство през 2020 г. в Антхолц-Антерселва Фийон Майе печели злато в мъжката щафета, както и сребро в спринта (6,5 секунди зад шампиона Александър Логинов).
На Световното първенство в Поклюка през 2021 г. печели бронз в масовия старт с 12,8 секунди зад шампионка Щтурла Холм Лагрейд. В други пет състезания от шампионата заема не по-ниско от шесто място, включително три пъти четвърто (в преследване, индивидуална надпревара и мъжка щафета).
На Олимпийските игри през 2022 г. в Пекин Фийон Майе става един от главните призьори. В първите си пет старта не пада под второ място: злато в индивидуално и преследване, както и сребро в смесена щафета, спринт и мъжка щафета. В последното състезание е близо до шестия си медал, но в масовия старт пропуска три пъти на последната стрелба и завърва четвърти. Фийон Майе е единственият французин на Игрите през 2022 г., спечелил повече от един златен медал и повече от два медала общо. Фийон Майе става и вторият френски биатлонист след Мартен Фуркад, който печели повече от един златен олимпийски медал в кариерата си.